# Steven López
Steven López, född 9 november 1978 i Nicaragua, är amerikansk femfaldig världsmästare (WTF) och tvåfaldig olympisk mästare i taekwondo. 
López syskon Mark och Diana är världsmästare i taekwondo och syskonen blev historiska när de som första syskontrio tog VM-guld vid samma mästerskap i någon sport någonsin.[källa behövs] Även deras storebror Jean är en taekwondofantast och är tränare för USA:s landslag.
López tog guld i 68 kg-klassen under olympiska sommarspelen 2000 i Sydney och i 80 kg-klassen under olympiska sommarspelen 2004 i Aten. Han vann också bronsmedalj i 80 kg-klassen i OS 2008 i Peking.
López blev historisk på taekwondo-VM i Köpenhamn i oktober 2009 när han som första taekwondoutövare genom tiderna tog sitt femte raka VM-guld.